# 狛近真
狛 近真（こま の ちかざね、治承元年〈1177年〉 - 仁治3年1月25日〈1242年2月26日〉）は、鎌倉時代の雅楽家。興福寺所属。代々左方の舞を担当した狛氏の出身。父は不明。母青蓮尼は狛光近の姉ないし娘と伝わる。1209年（承元3年）に左衛門少志、1218年（建保6年）左近将監、1241年（仁治2年）従五位上に叙された。
狛則房の養子となって笛を学び、母からは外祖父狛光季の秘曲を伝承され、光近流と則近流、狛家の二つの流派を会得して集成させた。さらに清原為則と大神是光からは伎楽を、狛光芳より三鼓を伝授される。1233年（天福元年）長年培ってきた技の精髄を纏めた書物「教訓抄」を著し、後世の雅楽の模範となった。「舞曲の父、伶楽の母」と畏怖され、なかんずく陵王の舞は卓越していたと伝えられ、1217年（建保5年）正月12日の寅の刻に興福寺の範顕寺主が見た夢に春日の神が複数現れ、狛近真に神前で陵王の舞を舞わせるよう取りはからうことを命じ、後に「春日験記絵」と「地蔵菩薩霊験記絵」、それに近真自身の「教訓抄」に記録されるほどであった。